# Parafia Narodzenia Najświętszej Maryi Panny w Kobylanach
Parafia Narodzenia Najświętszej Maryi Panny w Kobylanach – parafia rzymskokatolicka znajdująca się w archidiecezji przemyskiej, w dekanacie Dukla.

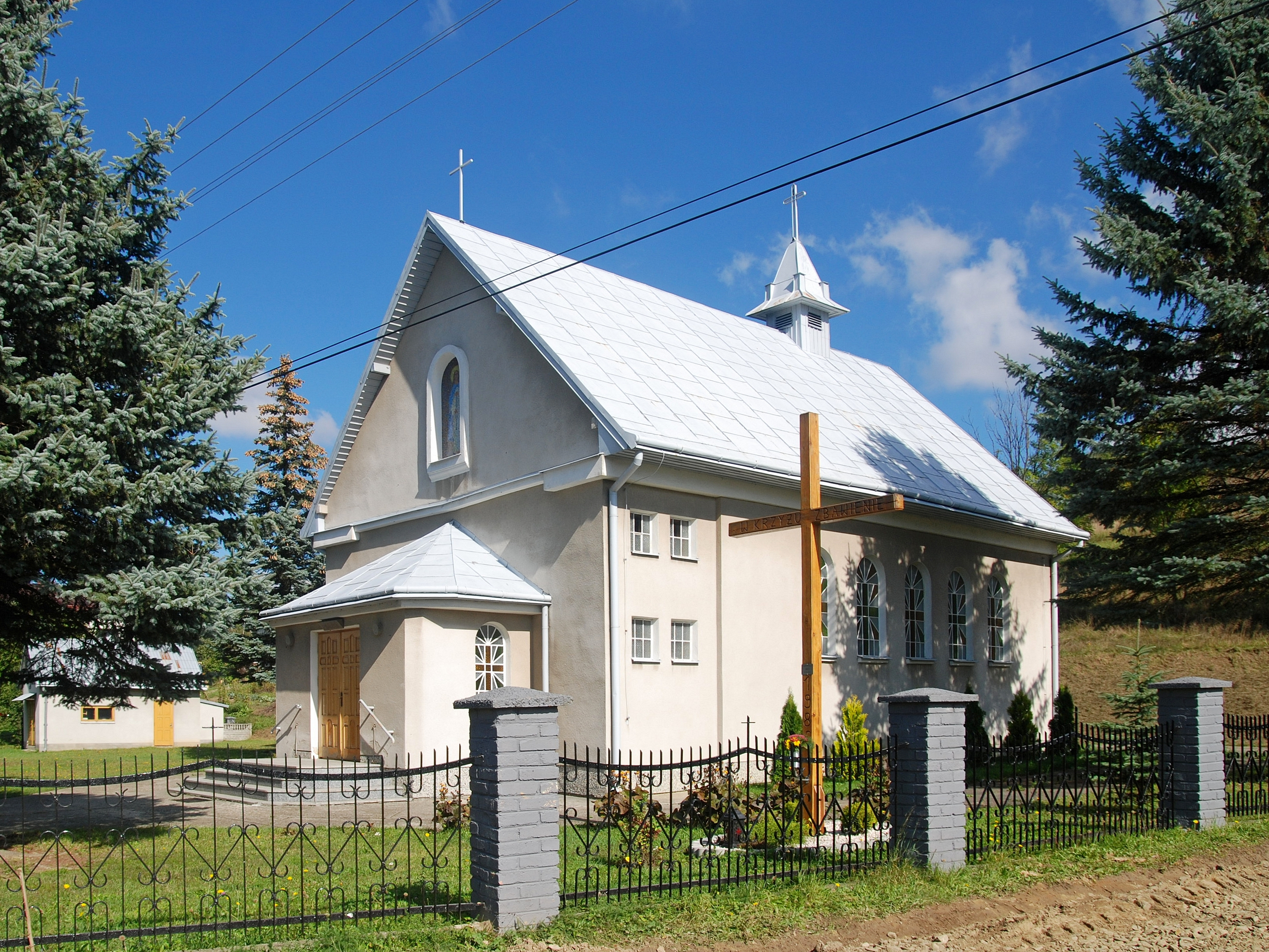
Kościół filialny w Draganowej
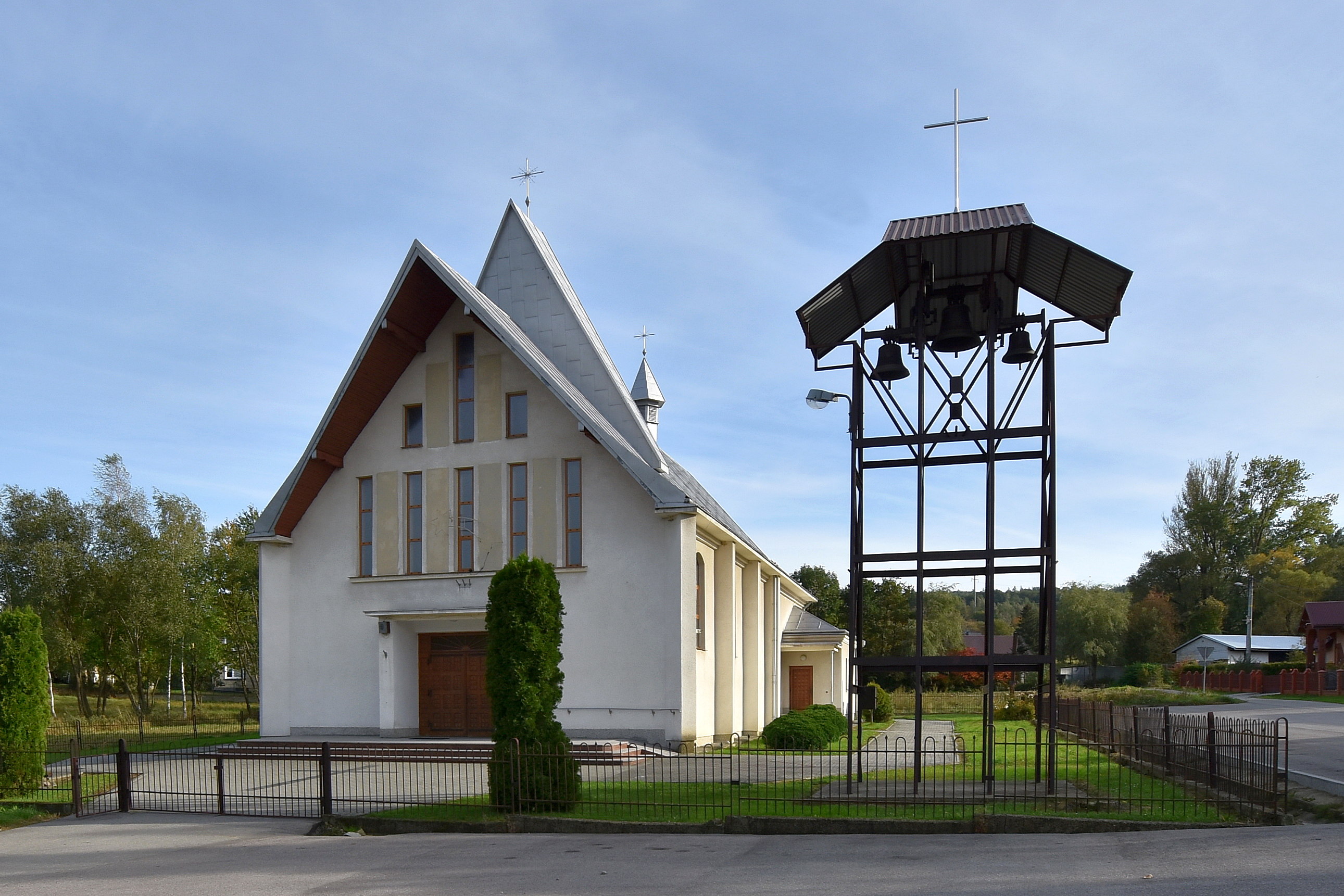
Kościół filialny w Makowiskach